# M3 Lee
M3 «Лі» (англ. M3 Lee) — американський середній танк періоду Другої світової війни. Названий на честь генерала Громадянської війни в США Р. Лі. Інша назва танка — M3 Grant (назва британської модифікації). Також поставлявся до СРСР, по програмі ленд-лізу.

## Історія

### Передісторія
Відносно цієї машини дуже доречним є прислів'я: «Перший млинець комом». Річ у тім, що на момент затвердження в червні 1940 року Американської національної програми озброєнь, у США просто не було середнього танка, який можна було б запустити в серійне виробництво. У підсумку, за вимогами документа передбачалося, що Америка повинна випускати до кінця 1940 року 14,5 танків на день, а насправді було не дуже зрозуміло, який танк взагалі будувати. Існуючий на той момент середній танк М2, готовий до виробництва, вже встиг стати абсолютно невідповідною кандидатурою через вкрай слабку 37-мм гармату. 92 одиниці його модифікації М2А1 було випущено з січня по серпень 1940 виключно як тимчасовий захід, поки новий танк не буде спроектований та стандартизований.
Отже, 37-мм гармата М2 армію не влаштовувала категорично. Командувач піхотними військами США зажадав, щоб новий танк був оснащений гарматою калібру мінімум 75 мм. Це завдання слід було вирішити швидко, але в американських конструкторів всього-на-всього не було башти, здатної вмістити в себе гармату такого калібру. Виключно заради економії часу, конструктори вдалися до заздалегідь програшного рішення і пред'явили представникам Танкового комітету дерев'яний макет танка з гарматою калібру 75 мм, встановлену в спонсоні, який було розташовано в правій частині корпуса. Це «геніальне» конструктивне рішення значно ускладнювало життя танкістам, тому що виключало можливість ведення кругової стрільби. Танку належало зображати з себе дзигу.
До честі конструкторів, вони свідомо не вважали новий танк вдалим і позиціонували його як тимчасове явище до моменту появи танка з 75-мм гарматою у повноцінній обертовій башті. Військові вирішили, що буде випущено близько трьох з половиною сотень машин М3, після цього виробництво буде припинено, а потім переобладнане для будівництва танків з нормальними поворотними баштами.
Питання будівництва танків на той момент взагалі було украй нагальним для Америки, де просто не було необхідних виробничих потужностей. Був лише один невеликий державний завод Рок Айленд Арсенал, який не міг забезпечити виконання зростаючих запитів збройних сил. Треба було залучати приватних підрядників. Вибір стояв між підприємствами важкого машинобудування або автомобільними концернами. Рішення ухвалили на користь другого варіанту, оскільки важке машинобудування за своєю структурою було більше призначено для випуску штучної продукції. Автомобільним же фірмам було не звикати «гнати потік». Фірмі «Крайслер» було запропоновано разом із державою побудувати спеціалізований танковий завод в Мічигані. Держава при цьому ставала власником підприємства, а керувати ним повинен був сам «Крайслер». Крім того, налагоджувалася тісна співпраця нового заводу з Рок Айленд арсенал для забезпечення відповідності обладнання та технології майбутнього танка.

### Створення
Розробку М3 почали конструктори з Абердина. Новий танк отримав двигун, аналогічний М2 і таку ж підвіску. Гомогенна катана броня була посилена і поставлена на заклепки, аналогічні М2. Башта і спонсон були литими. Щоб зменшити небезпеку ураження екіпажу дрібними осколками і бризками окалини, бойове відділення було покрито зсередини пористою гумою.
Екіпаж налічував спочатку сім осіб. Забиратися всередину машини і залишати її вони повинні були через бічні двері, люк у спонсоні та в командирській башточці. Танк мав дуже непоганий огляд. Вага машини становила 31 тонну.
До лютого 1941 року був готовий проєкт нового танка і майже добудований танковий завод в Мічигані. Залишалося втілити ідею в металі і провести випробування на полігоні. Дослідний екземпляр прибув на полігон в Абердині 13 березня 1941 року. Випробування виявили цілий ряд недоліків — надмірну загазованість бойового відділення, вразливість дверей в бортах, високу ймовірність заклинювання гармати в спонсоні від потрапляння ворожого снаряда, слабкість підвіски. Все це належало усувати. Зате чудово проявили себе приводи башти та стабілізатор гармати. Навіть при русі зигзагами по нерівній місцевості, навіднику було досить просто цілитися.
У результаті доопрацювань були прибрані двері (замінені на евакуаційний люк в днищі), виключений зі складу один член екіпажу, встановлено телескопічний приціл замість перископічного, і зроблено ще чимало змін. І в серпні 1941 року танк М3 був нарешті запущений в серію. Всього з серпня 1941 по грудень 1942 було випущено понад 3500 танків цього типу.
Крім того, що танк поставили на озброєння американської армії, його закуповували і англійці. Вони дали своєму танку ім'я «Грант», а американці «Лі» — за іменами генералів, учасників Громадянської війни в США.

### M3 Lee в СРСР
Як уже говорилося, М3 був танком, що випускався виключно «за відсутністю кращого», тому велика частина машин вирушила по ленд-лізу до Британії та СРСР. Радянський Союз отримав 976 машин, розподілених по окремих танкових батальйонах, полках та бригадах. Американський танк бився на всіх фронтах, брав участь в Курській битві, а одна машина навіть доїхала до Далекого Сходу. У Червоній Армії М3 не користувався великою любов'ю. У нього була недостатня прохідність, занадто високий силует і резино-металеві гусениці, що вигорали, варто було тільки машині наїхати на вогонь. Нерухомий танк ставав легкою мішенню для ворожих гармат. Часто гусениці просто спадали. Величезні претензії викликала компоновка гармати в спонсоні, через яку танку було значно важче вести вогонь по супротивнику. Всі ці недоліки призвели до того, що в радянських військах М3 отримав невеселе прізвисько «БМ-6» (братська могила на шістьох).
У військах союзників М3 був уже до 1944 року повністю замінений «Шерманом», в радянських від нього теж у міру сил позбувалися. Але навіть після війни в Південно-Східній Азії ці танки продовжували застосовувати в бою. На їх базі також було розроблено чимало іншої техніки — починаючи від самохідних гармат і закінчуючи інженерними машинами.

## Бойове застосування
Вперше M3 був використаний в травні 1942 року англійськими військами в Північній Африці. За рахунок відносно потужної броні і озброєння вони, незважаючи на всі свої недоліки, були практично єдиним типом танків, здатним на рівних боротися з німецькими танками. У липні-серпні 1942 року під Ель-Аламейном їх називали «Остання єгипетська надія». Але вже до кінця 1942 року, коли в німецькі війська надійшла велика кількість танків Panzerkampfwagen IV, а також новітні Panzerkampfwagen VI «Tiger», їх бойова цінність знизилася. До 1944 року він був майже повсюдно замінений у частинах танком M4 Sherman, але невелика кількість «Грантів» використовувалося в 1944 році в Південно-Східній Азії. На шасі M3 також у великій кількості випускалися САУ (найвідоміша з них М7 Priest) та інші спеціалізовані машини.

## Посилання

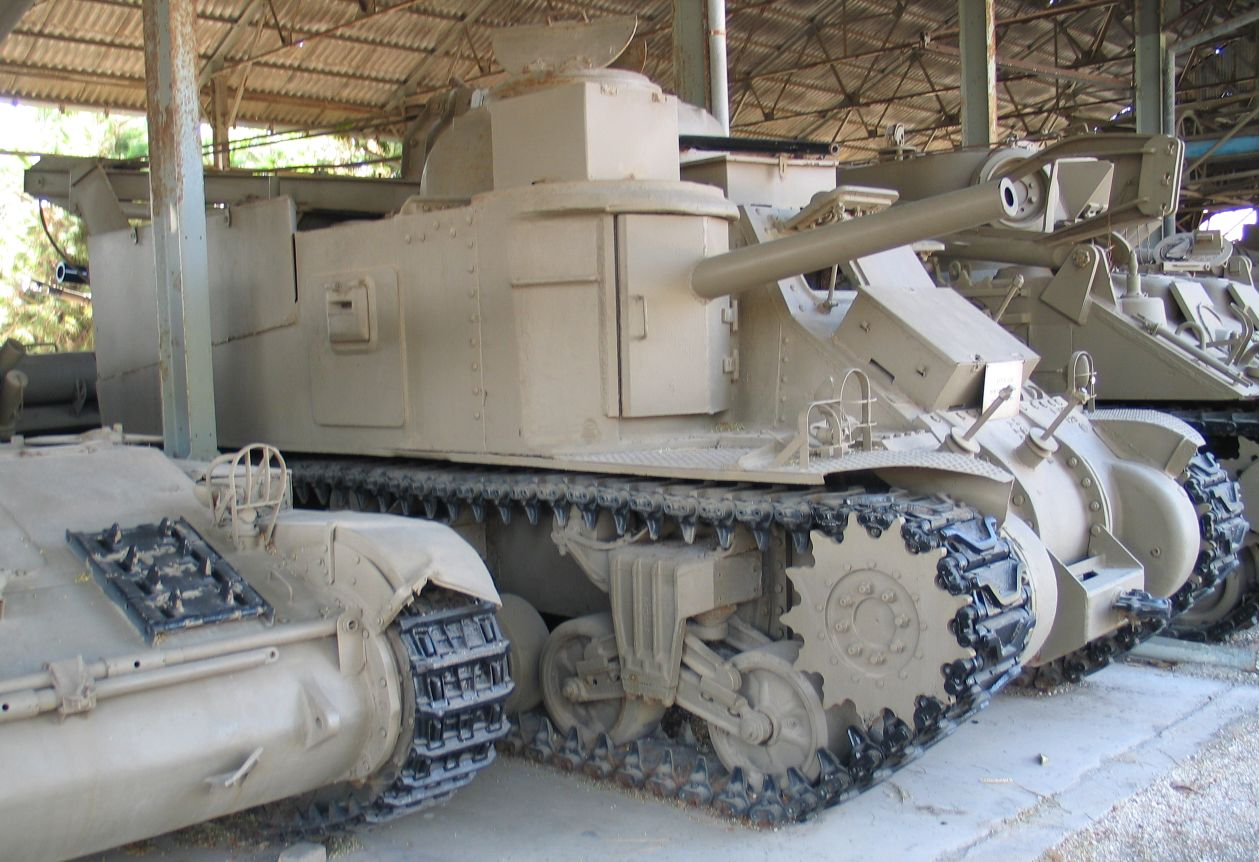
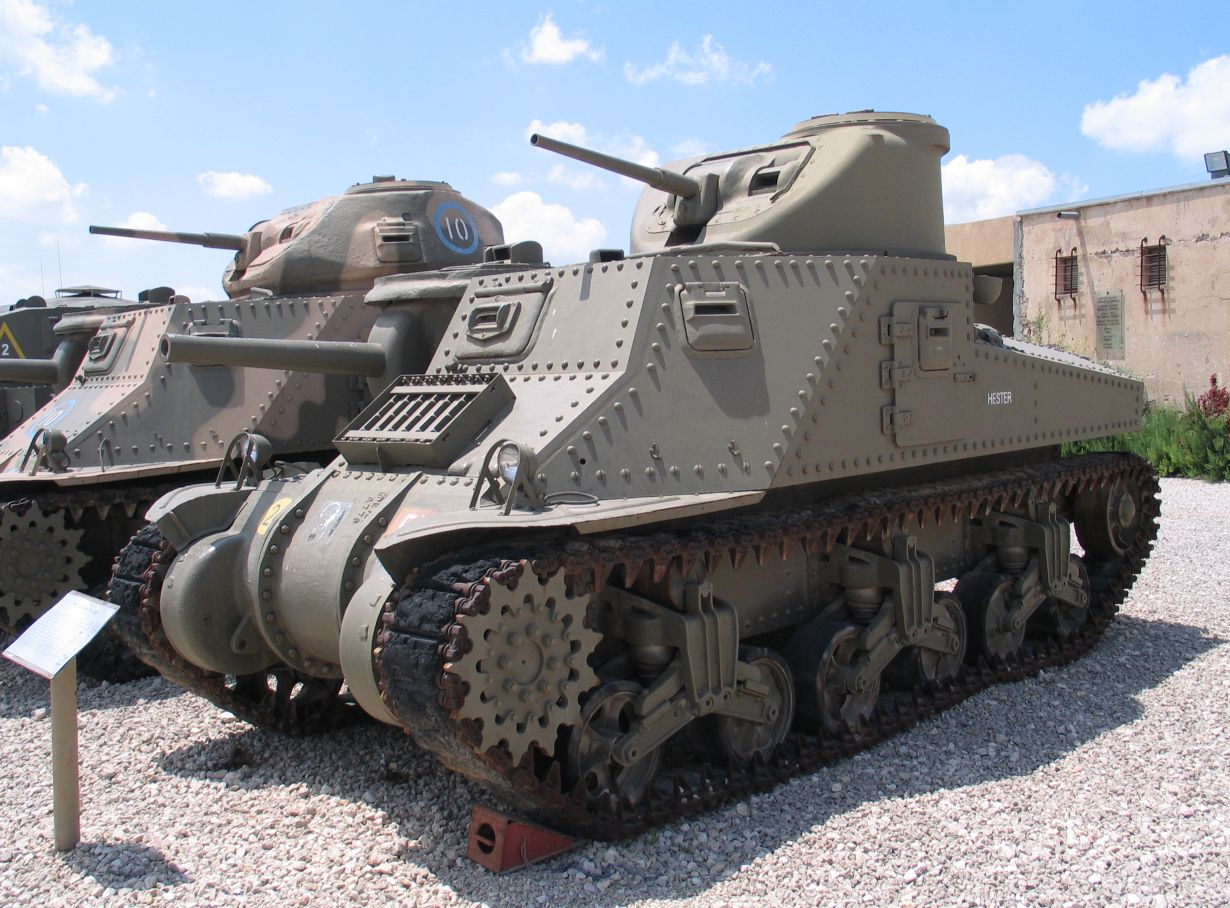
М3 Lee на Абердинському полігоні
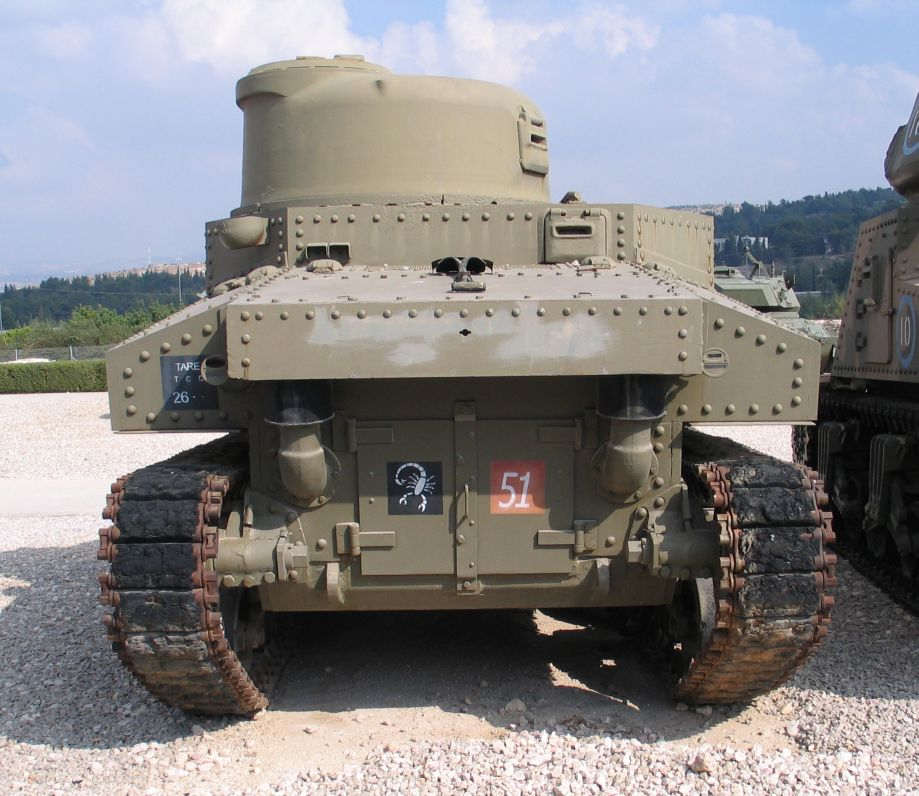
Вид на корму
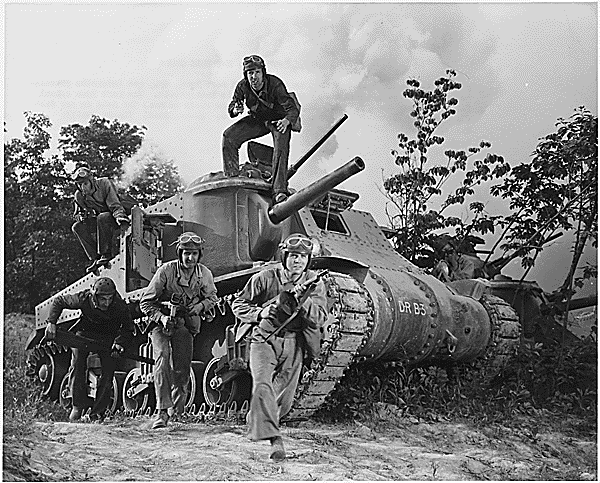
М3 «Лі» на навчаннях, Форт Нокс
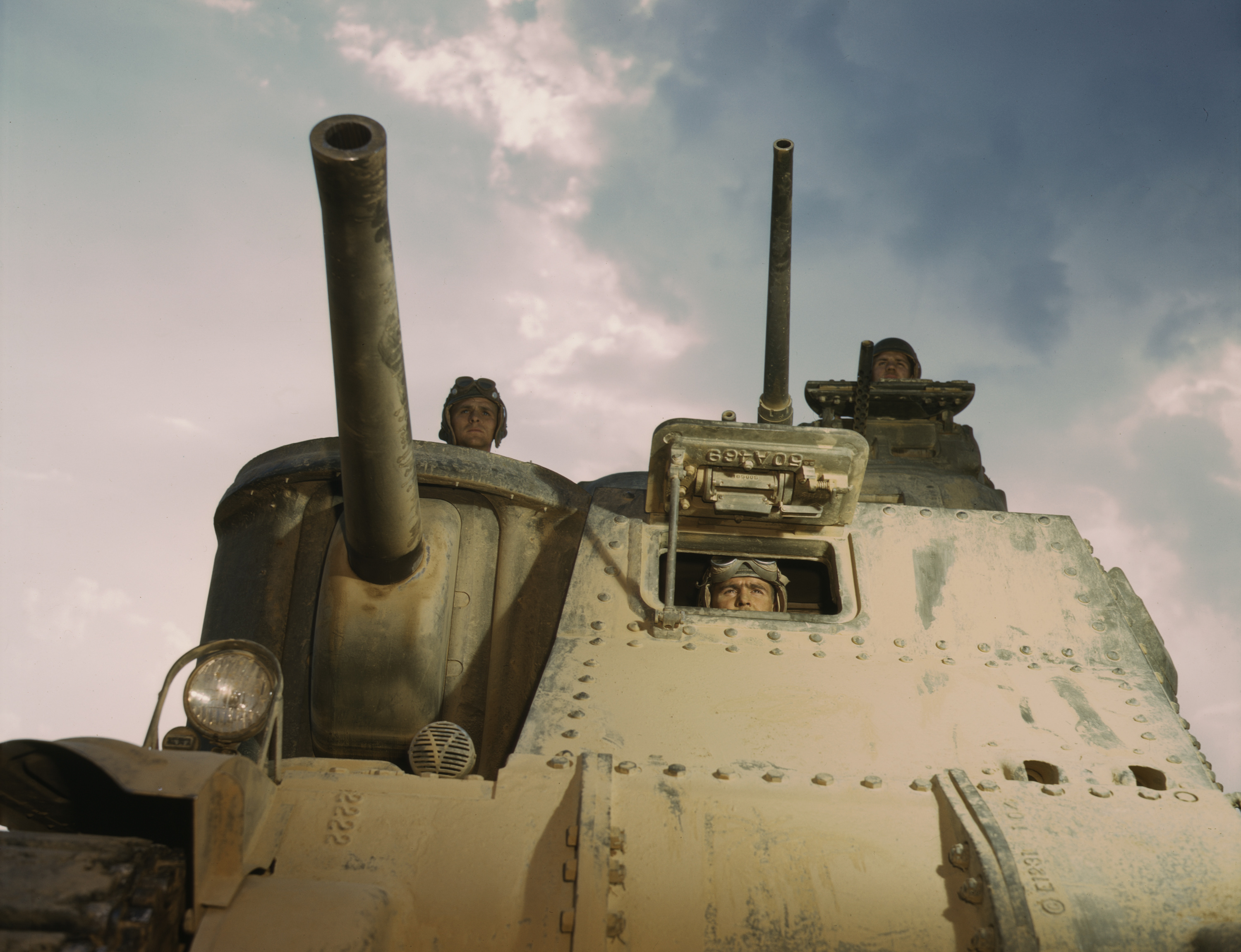
М3 Lee, вид на лоб корпусу
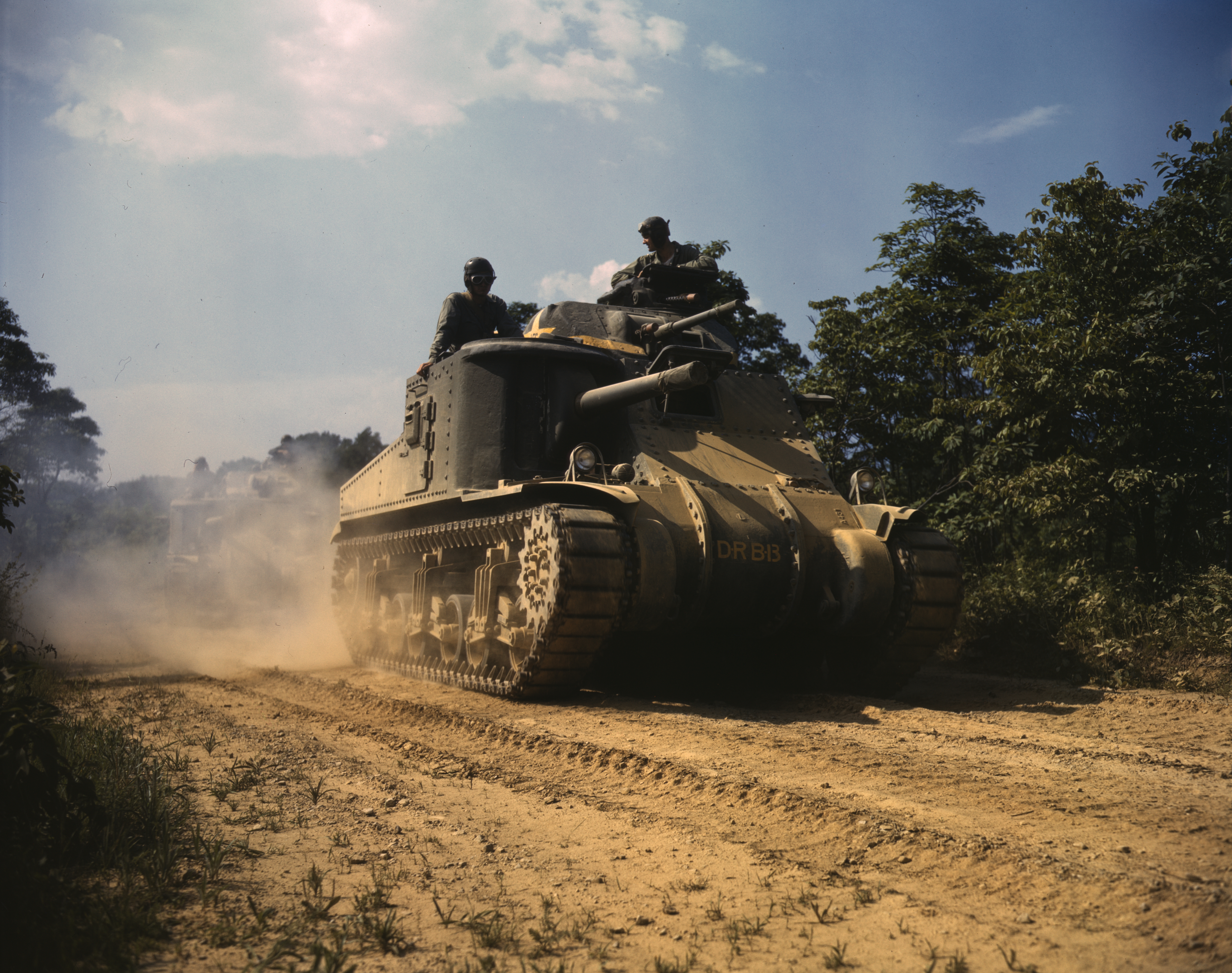
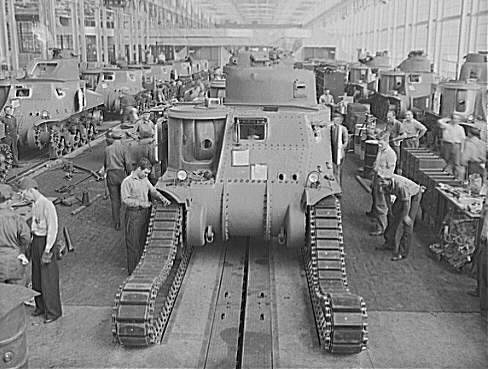
Виробництво танків М3 Lee
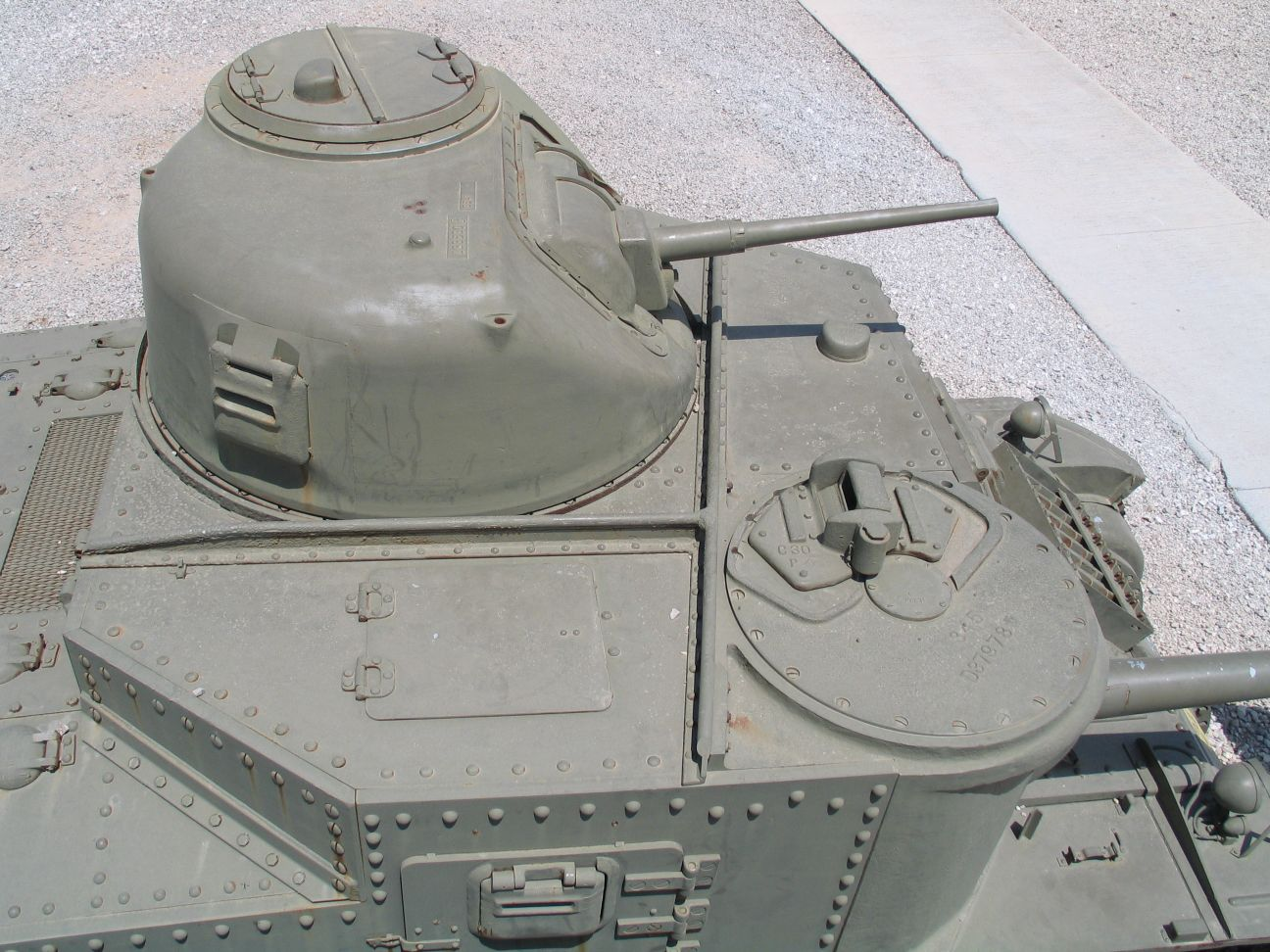
Вид на башту

## Країни-оператори

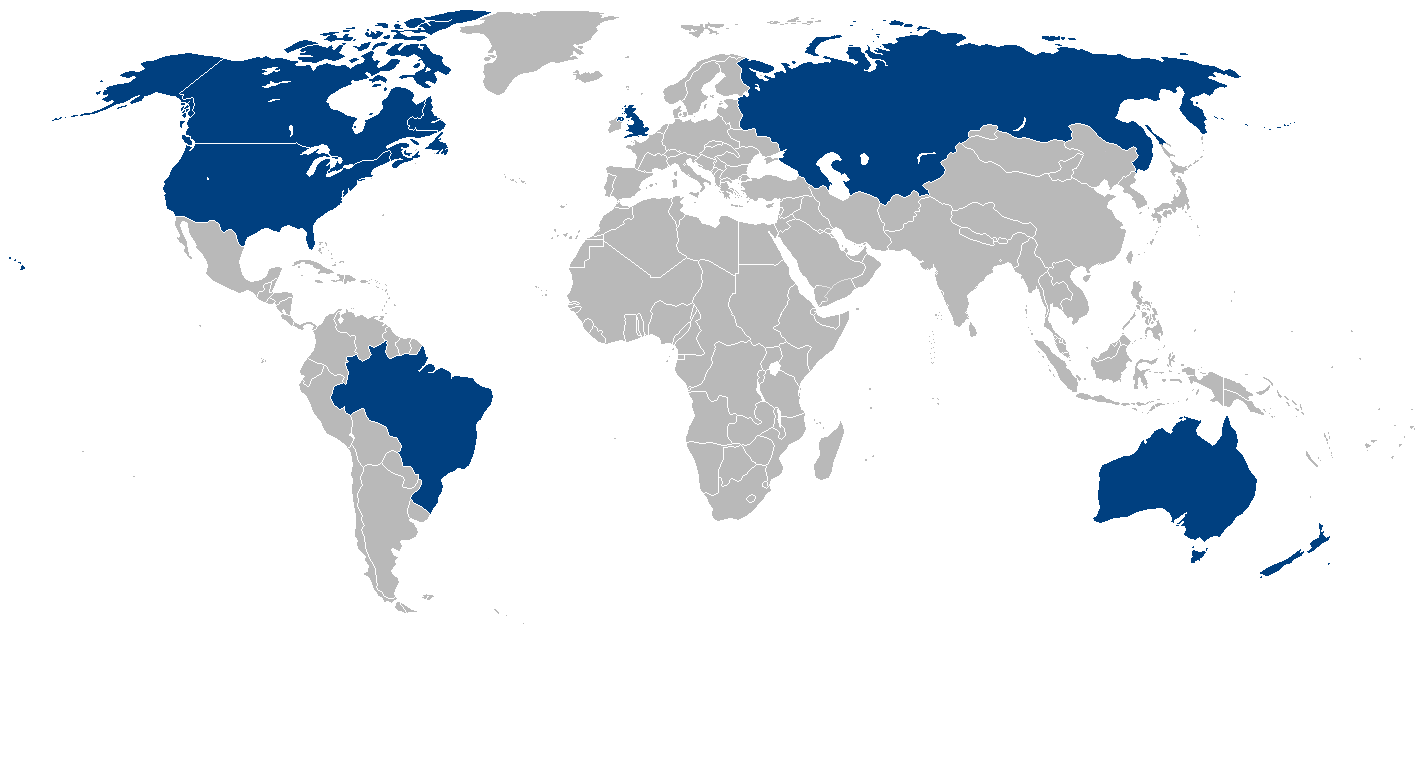
Країни-оператори М3 «Лі»

- Австралія
- Бразилія
- Канада
- Нова Зеландія
- СРСР
- Велика Британія
- США